# Fotballklubben Jerv 2019
Questa voce raccoglie le informazioni riguardanti il Fotballklubben Jerv nelle competizioni ufficiali della stagione 2019.

## Stagione
Il Jerv ha chiuso il campionato al 12º posto finale, mentre l'avventura nel Norgesmesterskapet si è chiusa al secondo turno della manifestazione, con l'eliminazione subita per mano del Sandefjord.

## Maglie e sponsor
Lo sponsor tecnico per la stagione 2019 è stato Umbro, mentre lo sponsor ufficiale è stato J. J. Ugland. La divisa casalinga era composta da una maglietta gialla, con pantaloncini blu e calzettoni gialli. Quella da trasferta prevedeva un completo bianco, con rifiniture gialle e blu.
| Casa | Trasferta |

## Rosa
| N. |                        | Ruolo | Calciatore        |
| -- | ---------------------- | ----- | ----------------- |
| 1  | Norvegia (bandiera)    | P     | Benjamin Boujar   |
| 2  | Norvegia (bandiera)    | D     | Torje Wichne      |
| 3  | Norvegia (bandiera)    | D     | Bjørnar Hove      |
| 4  | Norvegia (bandiera)    | D     | Espen Knudsen     |
| 5  | Norvegia (bandiera)    | D     | Peter Reinhardsen |
| 6  | Danimarca (bandiera)   | C     | Mathias Wichmann  |
| 7  | Norvegia (bandiera)    | D     | Simon Larsen      |
| 8  | Norvegia (bandiera)    | C     | Thomas Zernichow  |
| 9  | Stati Uniti (bandiera) | A     | Luke Ferreira     |
| 10 | Norvegia (bandiera)    | A     | Aram Khalili      |
| 11 | Norvegia (bandiera)    | C     | Daniel Aase       |
| 13 | Norvegia (bandiera)    | C     | Håkon Suggelia    |
| 14 | Norvegia (bandiera)    | A     | Vegard Somdal     |
| 15 | Norvegia (bandiera)    | D     | Halvor Hovstad    |
| 16 | Norvegia (bandiera)    | C     | Tobias Wangerud   |
| 17 | Norvegia (bandiera)    | C     | Jan Hoel Andersen |
| 18 | Norvegia (bandiera)    | D     | Jørgen Solli      |
| 18 | Norvegia (bandiera)    | C     | Petter Ølberg     |

| N. |                     | Ruolo | Calciatore                 |
| -- | ------------------- | ----- | -------------------------- |
| 19 | Norvegia (bandiera) | D     | Kristoffer Tønnesen        |
| 20 | Norvegia (bandiera) | P     | Øystein Øvretveit          |
| 21 | Norvegia (bandiera) | D     | Tor Axel Taasti Bringsverd |
| 22 | Norvegia (bandiera) | A     | Alexander Dang             |
| 22 | Norvegia (bandiera) | A     | Markus Brændsrød           |
| 23 | Norvegia (bandiera) | A     | Ole Marius Håbestad        |
| 25 | Nigeria (bandiera)  | C     | Michael Ogungbaro          |
| 26 | Norvegia (bandiera) | A     | Mohammed Halim             |
| 27 | Norvegia (bandiera) | A     | Chuma Anene                |
| 28 | Norvegia (bandiera) | D     | Elias Haugnes              |
| 29 | Iraq (bandiera)     | C     | Marko Farji                |
| 30 | Norvegia (bandiera) | P     | Tommy Runar                |
| 31 | Norvegia (bandiera) | A     | Daniel Roppestad           |
| 44 | Norvegia (bandiera) | A     | Noah Chalchoul             |
| 96 | Nigeria (bandiera)  | A     | Anthony Okachi             |
| 97 | Francia (bandiera)  | A     | David Faupala              |
| 98 | Ghana (bandiera)    | A     | Michael Baidoo             |

## Calciomercato

### Sessione invernale(dal 09/01 al 01/04)
| Arrivi           | Arrivi              | Arrivi      | Arrivi        |
| R.               | Nome                | da          | Modalità      |
| ---------------- | ------------------- | ----------- | ------------- |
| P                | Benjamin Boujar     | Start       | definitivo    |
| D                | Halvor Hovstad      | Vindbjart   | fine prestito |
| D                | Simon Larsen        | Start       | definitivo    |
| D                | Torje Wichne        | Flekkerøy   | definitivo    |
| C                | Michael Ogungbaro   | Start       | prestito      |
| A                | Chuma Anene         | Midtjylland | prestito      |
| A                | Markus Brændsrød    | Sogndal     | prestito      |
| A                | Ole Marius Håbestad | IL Express  | definitivo    |
| A                | Anthony Okachi      | Abia Comets | prestito      |
| Altre operazioni |                     |             |               |
| R.               | Nome                | da          | Modalità      |
| C                | Simen Aanonsen      | Vindbjart   | fine prestito |

| Partenze | Partenze          | Partenze      | Partenze      |
| R.       | Nome              | a             | Modalità      |
| -------- | ----------------- | ------------- | ------------- |
| P        | Marc Nordqvist    | IFK Mariehamn | fine prestito |
| D        | Glenn Andersen    |               | ritiro        |
| D        | Brice Wembangomo  | Sandefjord    | definitivo    |
| C        | Simen Aanonsen    | Vindbjart     | definitivo    |
| C        | Andreas Hagen     | Fredrikstad   | definitivo    |
| A        | Tor Andre Aasheim |               | svincolato    |
| A        | Ulrik Berglann    | Arendal       | definitivo    |
| A        | Sean Okoli        |               | svincolato    |

### Sessione estiva(dal 01/08 al 31/08)
| Arrivi | Arrivi         | Arrivi          | Arrivi     |
| R.     | Nome           | da              | Modalità   |
| ------ | -------------- | --------------- | ---------- |
| D      | Bjørnar Hove   | Stjørdals-Blink | definitivo |
| D      | Jørgen Solli   | Nardo           | definitivo |
| A      | Michael Baidoo | Midtjylland     | prestito   |
| A      | Alexander Dang | Nest-Sotra      | definitivo |

| Partenze | Partenze            | Partenze         | Partenze      |
| R.       | Nome                | a                | Modalità      |
| -------- | ------------------- | ---------------- | ------------- |
| D        | Halvor Hovstad      | Seattle Redhawks | definitivo    |
| D        | Kristoffer Tønnesen | Start            | definitivo    |
| C        | Michael Ogungbaro   | Start            | fine prestito |
| A        | Chuma Anene         | Midtjylland      | fine prestito |
| A        | Markus Brændsrød    | Sogndal          | fine prestito |

### Dopo la sessione estiva
| Arrivi | Arrivi        | Arrivi | Arrivi     |
| R.     | Nome          | da     | Modalità   |
| ------ | ------------- | ------ | ---------- |
| A      | David Faupala |        | svincolato |

| Partenze | Partenze | Partenze | Partenze |
| R.       | Nome     | a        | Modalità |
| -------- | -------- | -------- | -------- |

## Risultati

### 1. divisjon

#### Girone di andata
| Arbitro: | Hansen Grøtta |

|           |           |                               |
| Kjæve 65’ | Marcatori | 6’, 90’ Håbestad 14’ Wichmann |

| Arbitro: | Aslam |

|              |           |            |
| Ferreira 36’ | Marcatori | 69’ Hellum |

| Oslo 14 aprile 2019, ore 15:00 3ª giornata | Skeid           | 0 – 0 referto | Jerv | Nordre Åsen Kunstgressbane (518 spett.)\| Arbitro: \| Amland (Bergen) \| |
| Arbitro:                                   | Amland (Bergen) |               |      |                                                                          |

| Arbitro: | Hansen Grøtta |

|                                   |           |            |
| Wichmann 2’, 45’ (rig.) Anene 90’ | Marcatori | 87’ Brekke |

| Arbitro: | Bodding |

|           |           |           |
| Güven 71’ | Marcatori | 20’ Anene |

| Arbitro: | Moen |

|                                                  |           |  |
| Olden Larsen 18’, 25’ Mawa 38’ J. Moula 56’, 62’ | Marcatori |  |

| Arbitro: | Medic |

|                              |           |  |
| Anene 2’ Wichmann 86’ (rig.) | Marcatori |  |

| Arbitro: | Hauge |

|                                 |           |                          |
| Skaanes 6’ Sigurðarson 25’, 88’ | Marcatori | 31’ Aase 38’ Reinhardsen |

| Grimstad 26 maggio 2019, ore 18:00 9ª giornata | Jerv          | 0 – 0 referto | Aalesund | J.J. Ugland Stadion - Levermyr (1.802 spett.)\| Arbitro: \| Hansen Grøtta \| |
| Arbitro:                                       | Hansen Grøtta |               |          |                                                                              |

| Arbitro: | Amland (Bergen) |

|                             |           |                             |
| Gleditsch 22’ Solbakken 90’ | Marcatori | 53’ Anene 78’ Hoel Andersen |

| Grimstad 16 giugno 2019, ore 18:00 11ª giornata | Jerv    | 0 – 0 referto | Sandnes Ulf | J.J. Ugland Stadion - Levermyr (1.456 spett.)\| Arbitro: \| Bodding \| |
| Arbitro:                                        | Bodding |               |             |                                                                        |

| Arbitro: | Moen |

|                                         |           |               |
| Haugsdal 22’, 54’ Sande 50’ Mehnert 76’ | Marcatori | 12’ Zernichow |

| Arbitro: | Følstad Skarsem (Trondheim) |

|  |           |                            |
|  | Marcatori | 5’ (rig.) Engblom 30’ Rufo |

| Arbitro: | Røvig Sletner |

|                                                |           |                         |
| Maigaard 14’, 57’ (rig.) Løken 47’ Doghman 89’ | Marcatori | 66’ Okachi 78’ Ferreira |

| Arbitro: | Moen |

|            |           |           |
| Wichne 90’ | Marcatori | 86’ Sveen |

#### Girone di ritorno
| Strømmen 4 agosto 2019, ore 18:00 16ª giornata                                    | Strømmen  | 3 – 1 referto | Jerv | Strømmen Stadion (245 spett.) |
| \| \| \| \| \| Bransdal 20’ Gussiås 24’ Andresen 79’ \| Marcatori \| 63’ Anene \| |           |               |      |                               |
|                                                                                   |           |               |      |                               |
| Bransdal 20’ Gussiås 24’ Andresen 79’                                             | Marcatori | 63’ Anene     |      |                               |

| Arbitro: | Koløy |

|           |           |  |
| Baidoo 4’ | Marcatori |  |

| Sandnes 18 agosto 2019, ore 18:00 18ª giornata                                         | Sandnes Ulf | 2 – 3 referto              | Jerv | Øster Hus Arena (1.271 spett.) |
| \| \| \| \| \| Eriksen 14’ Halgunset 90’ \| Marcatori \| 16’, 46’ Dang 90’ Håbestad \| |             |                            |      |                                |
|                                                                                        |             |                            |      |                                |
| Eriksen 14’ Halgunset 90’                                                              | Marcatori   | 16’, 46’ Dang 90’ Håbestad |      |                                |

| Arbitro: | Aslam |

|                       |           |                          |
| Dang 71’ Håbestad 87’ | Marcatori | 3’ Sortevik 28’ Y. Moula |

| Arbitro: | Higraff |

|                                                             |           |                |
| Aase 39’ Håbestad 61’ Zernichow 68’ Ferreira 90’ Larsen 90’ | Marcatori | 1’ Nunez Godoy |

| Arbitro: | Amland (Bergen) |

|                                              |           |  |
| Agdestein 51’, 53’ Þrándarson 77’ Castro 82’ | Marcatori |  |

| Arbitro: | Bodding |

|              |           |  |
| Wichmann 25’ | Marcatori |  |

| Arbitro: | Koløy |

|            |           |  |
| Nesset 39’ | Marcatori |  |

| Arbitro: | Moen |

|            |           |  |
| Larsen 26’ | Marcatori |  |

| Arbitro: | Røvig Sletner |

|               |           |              |
| Gustavsen 28’ | Marcatori | 55’ Håbestad |

| Arbitro: | Higraff |

|            |           |                                                                                      |
| Baidoo 82’ | Marcatori | 2’ Lowe 28’ Ramsland 30’ Sigurðarson 79’ Robstad 83’ Wichne 87’ Bringaker 89’ Kabran |

| Arbitro: | Røvig Sletner |

|                               |           |  |
| Soltvedt 8’, 55’ Flo 21’, 79’ | Marcatori |  |

| Arbitro: | Bodding |

|  |           |                       |
|  | Marcatori | 65’ Sørensen Nergaard |

| Arbitro: | Følstad Skarsem (Trondheim) |

|          |           |  |
| Rufo 54’ | Marcatori |  |

| Arbitro: | Koløy |

|  |           |                        |
|  | Marcatori | 1’ Lundal 29’ Marklund |

### Norgesmesterskapet
| Arbitro: | Bråten Johannessen |

|             |           |                       |
| Dreshaj 56’ | Marcatori | 60’ Aase 90’ Håbestad |

| Arbitro: | Håversen |

|                   |           |                          |
| Hoel Andersen 90’ | Marcatori | 89’ Ofkir 90’ Mladenović |

## Statistiche

### Statistiche di squadra
| Competizione       | Punti | In casa | In casa | In casa | In casa | In casa | In casa | In trasferta | In trasferta | In trasferta | In trasferta | In trasferta | In trasferta | Totale | Totale | Totale | Totale | Totale | Totale | DR  |
| Competizione       | Punti | G       | V       | N       | P       | Gf      | Gs      | G            | V            | N            | P            | Gf           | Gs           | G      | V      | N      | P      | Gf     | Gs     | DR  |
| ------------------ | ----- | ------- | ------- | ------- | ------- | ------- | ------- | ------------ | ------------ | ------------ | ------------ | ------------ | ------------ | ------ | ------ | ------ | ------ | ------ | ------ | --- |
| 1. divisjon        | 33    | 15      | 6       | 5       | 4       | 18      | 18      | 15           | 2            | 4            | 9            | 16           | 36           | 30     | 8      | 9      | 13     | 34     | 54     | -20 |
| Norgesmesterskapet | -     | 1       | 0       | 0       | 1       | 1       | 2       | 1            | 1            | 0            | 0            | 2            | 1            | 2      | 1      | 0      | 1      | 3      | 3      | 0   |
| Totale             | -     | 16      | 15      | 6       | 5       | 19      | 20      | 16           | 3            | 4            | 9            | 18           | 37           | 32     | 9      | 9      | 14     | 37     | 57     | 0   |

### Andamento in campionato
| Giornata  | 1 | 2 | 3 | 4 | 5 | 6 | 7 | 8 | 9 | 10 | 11 | 12 | 13 | 14 | 15 | 16 | 17 | 18 | 19 | 20 | 21 | 22 | 23 | 24 | 25 | 26 | 27 | 28 | 29 | 30 |
| --------- | - | - | - | - | - | - | - | - | - | -- | -- | -- | -- | -- | -- | -- | -- | -- | -- | -- | -- | -- | -- | -- | -- | -- | -- | -- | -- | -- |
| Luogo     | T | C | T | C | T | T | C | T | C | T  | C  | T  | C  | T  | C  | T  | C  | T  | C  | C  | T  | C  | T  | C  | T  | C  | T  | C  | T  | T  |
| Risultato | V | N | N | V | N | P | V | P | N | N  | N  | P  | P  | P  | N  | P  | V  | V  | N  | V  | P  | V  | P  | V  | N  | P  | P  | P  | P  | P  |
| Posizione | 1 | 4 | 5 | 2 | 2 | 9 | 6 | 9 | 9 | 8  | 8  | 10 | 10 | 11 | 12 | 12 | 12 | 10 | 11 | 9  | 9  | 9  | 11 | 11 | 9  | 11 | 11 | 12 | 12 | 12 |

Fonte:  OBOS-ligaen 2019, su altomfotball.no, Altomfotball.
Legenda:

Luogo: C = Casa; T = Trasferta. Risultato: V = Vittoria; N = Pareggio; P = Sconfitta.

### Statistiche dei giocatori
| Giocatore            | Eliteserien | Eliteserien | Eliteserien | Eliteserien | Norgesmesterskapet | Norgesmesterskapet | Norgesmesterskapet | Norgesmesterskapet | Coppe europee | Coppe europee | Coppe europee | Coppe europee | Altre coppe | Altre coppe | Altre coppe | Altre coppe | Totale   | Totale | Totale      | Totale     |
| Giocatore            | Presenze    | Reti        | Ammonizioni | Espulsioni  | Presenze           | Reti               | Ammonizioni        | Espulsioni         | Presenze      | Reti          | Ammonizioni   | Espulsioni    | Presenze    | Reti        | Ammonizioni | Espulsioni  | Presenze | Reti   | Ammonizioni | Espulsioni |
| -------------------- | ----------- | ----------- | ----------- | ----------- | ------------------ | ------------------ | ------------------ | ------------------ | ------------- | ------------- | ------------- | ------------- | ----------- | ----------- | ----------- | ----------- | -------- | ------ | ----------- | ---------- |
| D. Aase              | 27          | 2           | 2           | 1           | 2                  | 1                  | 0                  | 0                  |               |               |               |               |             |             |             |             | 29       | 3      | 2           | 1          |
| C. Anene             | 15          | 5           | 3           | 0           | 1                  | 0                  | 1                  | 0                  |               |               |               |               |             |             |             |             | 16       | 5      | 4           | 0          |
| M. Baidoo            | 13          | 2           | 2           | 0           | -                  | -                  | -                  | -                  |               |               |               |               |             |             |             |             | 13       | 2      | 2           | 0          |
| M. Brændsrød         | 4           | 0           | 0           | 0           | 1                  | 0                  | 0                  | 0                  |               |               |               |               |             |             |             |             | 5        | 0      | 0           | 0          |
| B. Boujar            | 13          | -23         | 0           | 0           | 2                  | -3                 | 0                  | 0                  |               |               |               |               |             |             |             |             | 15       | -26    | 0           | 0          |
| N. Chalchoul         | 0           | 0           | 0           | 0           | 0                  | 0                  | 0                  | 0                  |               |               |               |               |             |             |             |             | 0        | 0      | 0           | 0          |
| A. Dang              | 12          | 3           | 3           | 0           | -                  | -                  | -                  | -                  |               |               |               |               |             |             |             |             | 12       | 3      | 3           | 0          |
| D. Faupala           | 2           | 0           | 0           | 0           | -                  | -                  | -                  | -                  |               |               |               |               |             |             |             |             | 2        | 0      | 0           | 0          |
| L. Ferreira          | 20          | 3           | 4           | 0           | 2                  | 0                  | 0                  | 0                  |               |               |               |               |             |             |             |             | 22       | 3      | 4           | 0          |
| O. Håbestad          | 27          | 6           | 1           | 0           | 2                  | 1                  | 0                  | 0                  |               |               |               |               |             |             |             |             | 29       | 7      | 1           | 0          |
| M. Halim             | 0           | 0           | 0           | 0           | 0                  | 0                  | 0                  | 0                  |               |               |               |               |             |             |             |             | 0        | 0      | 0           | 0          |
| E. Haugnes           | 0           | 0           | 0           | 0           | 0                  | 0                  | 0                  | 0                  |               |               |               |               |             |             |             |             | 0        | 0      | 0           | 0          |
| J. Hoel Andersen     | 15          | 1           | 2           | 0           | 2                  | 1                  | 0                  | 0                  |               |               |               |               |             |             |             |             | 17       | 2      | 2           | 0          |
| B. Hove              | 14          | 0           | 0           | 0           | -                  | -                  | -                  | -                  |               |               |               |               |             |             |             |             | 14       | 0      | 0           | 0          |
| H. Hovstad           | 1           | 0           | 0           | 0           | 0                  | 0                  | 0                  | 0                  |               |               |               |               |             |             |             |             | 1        | 0      | 0           | 0          |
| A. Khalili           | 4           | 0           | 0           | 0           | 0                  | 0                  | 0                  | 0                  |               |               |               |               |             |             |             |             | 4        | 0      | 0           | 0          |
| E. Knudsen           | 29          | 0           | 3           | 0           | 2                  | 0                  | 0                  | 0                  |               |               |               |               |             |             |             |             | 31       | 0      | 3           | 0          |
| S. Larsen            | 28          | 2           | 3           | 1           | 2                  | 0                  | 0                  | 0                  |               |               |               |               |             |             |             |             | 30       | 2      | 3           | 1          |
| M. Ogungbaro         | 7           | 0           | 2           | 1           | 2                  | 0                  | 0                  | 0                  |               |               |               |               |             |             |             |             | 9        | 0      | 2           | 1          |
| A. Okachi            | 6           | 1           | 1           | 0           | 0                  | 0                  | 0                  | 0                  |               |               |               |               |             |             |             |             | 6        | 1      | 1           | 0          |
| P. Ølberg            | 0           | 0           | 0           | 0           | 0                  | 0                  | 0                  | 0                  |               |               |               |               |             |             |             |             | 0        | 0      | 0           | 0          |
| Ø. Øvretveit         | 18          | -31         | 0           | 0           | 0                  | 0                  | 0                  | 0                  |               |               |               |               |             |             |             |             | 18       | -31    | 0           | 0          |
| P. Reinhardsen       | 21          | 1           | 5           | 0           | 2                  | 0                  | 0                  | 0                  |               |               |               |               |             |             |             |             | 23       | 1      | 5           | 0          |
| D. Roppestad         | 0           | 0           | 0           | 0           | 0                  | 0                  | 0                  | 0                  |               |               |               |               |             |             |             |             | 0        | 0      | 0           | 0          |
| T. Runar             | 0           | 0           | 0           | 0           | 0                  | 0                  | 0                  | 0                  |               |               |               |               |             |             |             |             | 0        | 0      | 0           | 0          |
| J. Solli             | 10          | 0           | 1           | 0           | -                  | -                  | -                  | -                  |               |               |               |               |             |             |             |             | 10       | 0      | 1           | 0          |
| V. Somdal            | 1           | 0           | 0           | 0           | 0                  | 0                  | 0                  | 0                  |               |               |               |               |             |             |             |             | 1        | 0      | 0           | 0          |
| H. Suggelia          | 20          | 0           | 0           | 1           | 0                  | 0                  | 0                  | 0                  |               |               |               |               |             |             |             |             | 20       | 0      | 0           | 1          |
| T. Taasti Bringsverd | 0           | 0           | 0           | 0           | 0                  | 0                  | 0                  | 0                  |               |               |               |               |             |             |             |             | 0        | 0      | 0           | 0          |
| K. Tønnesen          | 20          | 0           | 3           | 0           | 2                  | 0                  | 0                  | 0                  |               |               |               |               |             |             |             |             | 22       | 0      | 3           | 0          |
| T. Wangerud          | 1           | 0           | 0           | 0           | 0                  | 0                  | 0                  | 0                  |               |               |               |               |             |             |             |             | 1        | 0      | 0           | 0          |
| M. Wichmann          | 28          | 5           | 7           | 0           | 2                  | 0                  | 0                  | 0                  |               |               |               |               |             |             |             |             | 30       | 5      | 7           | 0          |
| T. Wichne            | 26          | 1           | 2           | 0           | 0                  | 0                  | 0                  | 0                  |               |               |               |               |             |             |             |             | 26       | 1      | 2           | 0          |
| T. Zernichow         | 26          | 2           | 3           | 0           | 2                  | 0                  | 0                  | 0                  |               |               |               |               |             |             |             |             | 28       | 2      | 3           | 0          |